# -OZ-
-OZ- (オズ), est un groupe de visual kei, de métal alternatif japonais formé en octobre 2004. -OZ- a signé chez Loop Ash et CLJ Records. En janvier 2011, ils commencèrent une tournée Européenne.
Le groupe se séparera en 2013

## Membres
- Natsuki – Chant (ディスリピュート → Scare Crow → -OZ-)
  - Né le 1er janvier
- Aki – Guitare (ディスリピュート → Scare Crow → -OZ-)
  - Né le 8 décembre
- Tama – Guitare (ジプシー → -OZ-)
  - Né le 29 novembre
- Nao – Guitare basse (ジプシー → -OZ-)
  - Né le 23 décembre
- Zukki – Batterie (ウサギ → -OZ-)
  - Né le 3 avril

## Discographie

### Albums
- VERSUS [2009.09.16]
- Rouge [2010.11.10]
- BEST 2006-2010 [2010.12.01]

### Singles & Maxi Singles
- Decay [2005.07.24]
- And to the End [2005.09.29]
- Scene In the misereal [2006.03.05]
- Eve’s Apple [2006.11.22]
- Adam’s Apple [2006.12.27]
- Six [2007.05.30]
- Elf [2007.10.31]
- Athena [2008.03.05]
- Bulk [2008.07.30]
- S.I.N [2008.04.02]
- Spiral [2008.09.03]
- Raze [2008.12.28]
- Venom [2009.03.04]
- Detox [2009.04.01]
- White Pallet [2009.12.28]
- Wisteria [2010.02.24]
- Viridan [2010.05.05]
- Force [2010.12.28]
- Souga [2011.10.05]

### DVD
- Versus [2009.09.16]
- Wisteria [2010.02.24]
- Viridan [2010.05.05]
- Detox (Limited Edition B) [2009.04.01]